# 다시로정 (가고시마현)
다시로정(일본어: 田代町)은 일본 가고시마현의 남동부 오스미반도 남부의 내륙부에 있던 정으로 기모쓰키군에 속했다. 
이른바 헤이세이 대합병으로 2005년 3월 22일에 요네지메정과 합병해, 긴코정의 일부가 되었다.

## 지리
오소미 반도 남부의 내륙에 위치하며, 동서 약 12km, 남북 약 11km에 달한다. 총 면적은 77.81km2이다. 요네지메(현 긴코정사무소)까지는 약 9.6km, 오스미 반도의 거점 도시인 가쿠야시까지는 약 30.9km, 현청 소재지인 가고시마시까지는 약 62km 거리에 있다.
마을의 대부분이 해발 500~900m대의 기모쓰키 산지(구니미 산지)에 둘러싸여 있고, 그 중앙부를 해발 500m대의 지맥이 지나면서 남북으로 분지를 형성하고 있다. 북쪽의 분지를 록분지, 남쪽의 분지를 대원분지라고 부른다. 주요 산으로는 북동부에 아라시산(833.7m), 남부에 이나미봉(959m)이 있으며 국가 천연기념물로 지정되어 있다.
주요 하천으로는 오오강(하나세가와라고도 불린다)가 오하라 분지에서, 그 지류인 로쿠가와가 로쿠 분지에서 각각 서쪽으로 흘러 마을 경계 부근에서 합류하여 네지메정(현재의 미나미오스미정 네지메정 지역)으로 내려간다. 마을에 있는 39개의 취락은 대부분 두 강변에 있으며, 대지 위에 있는 취락은 극히 일부에 불과하다.

### 인구
1955년 인구조사 당시 7,603명의 인구를 기록했으나, 이후 저출산-고령화로 인해 계속 감소해 2000년 인구조사 당시에는 3,410명(1955년의 45%)이 되었다.

## 역사
다시로정 지역에는 조몬 시대부터 야요이 시대, 고분 시대까지의 유적이 다수 존재하며, 이 시대부터 취락이 존재했던 것으로 추정된다.
1955년 인구는 7,603명을 기록했다. 그러나 1960년대부터 과소화, 저출산 고령화 경향이 두드러져 1970년에는 5,602명(1955년의 74%)으로 감소했고, 1971년에는 과소지역으로 지정되었다. 다시로초는 가고시마현과 함께 인구감소 대책을 강구해왔지만, 감소 추세를 막지 못하고 2000년 인구조사에서는 3,410명(1955년의 45%)이 되었다.
1950년에 준공된 시청사의 노후화가 진행됨에 따라 다시로정은 재건축을 결정하고 1991년 9월 17일 철근콘크리트 3층 규모의 신청사를 개청했다. 시정촌 합병 후에는 킨에초 사무소 다시로 지소가 자리 잡고 있다.
- 1889년 4월 1일 - 정촌제 시행으로, 기모쓰키군 다시로촌이 성립하였다.
- 1961년 4월 1일 - 정으로 승격해 다시로정이 되었다. 이 결과 오스미 반도 내에서의 촌이 소멸하였다.
- 2005년 3월 22일 - 오네지마정과 합병해 미나미오스미정이 성립하였다. 동일 다시로정은 폐지되었다.

## 교통

### 도로
- 국도 448호선

## 참고 문헌
- 角川日本地名大辞典編纂委員会,『角川日本地名大辞典 鹿児島県』1983, 角川書店